# マチャカ

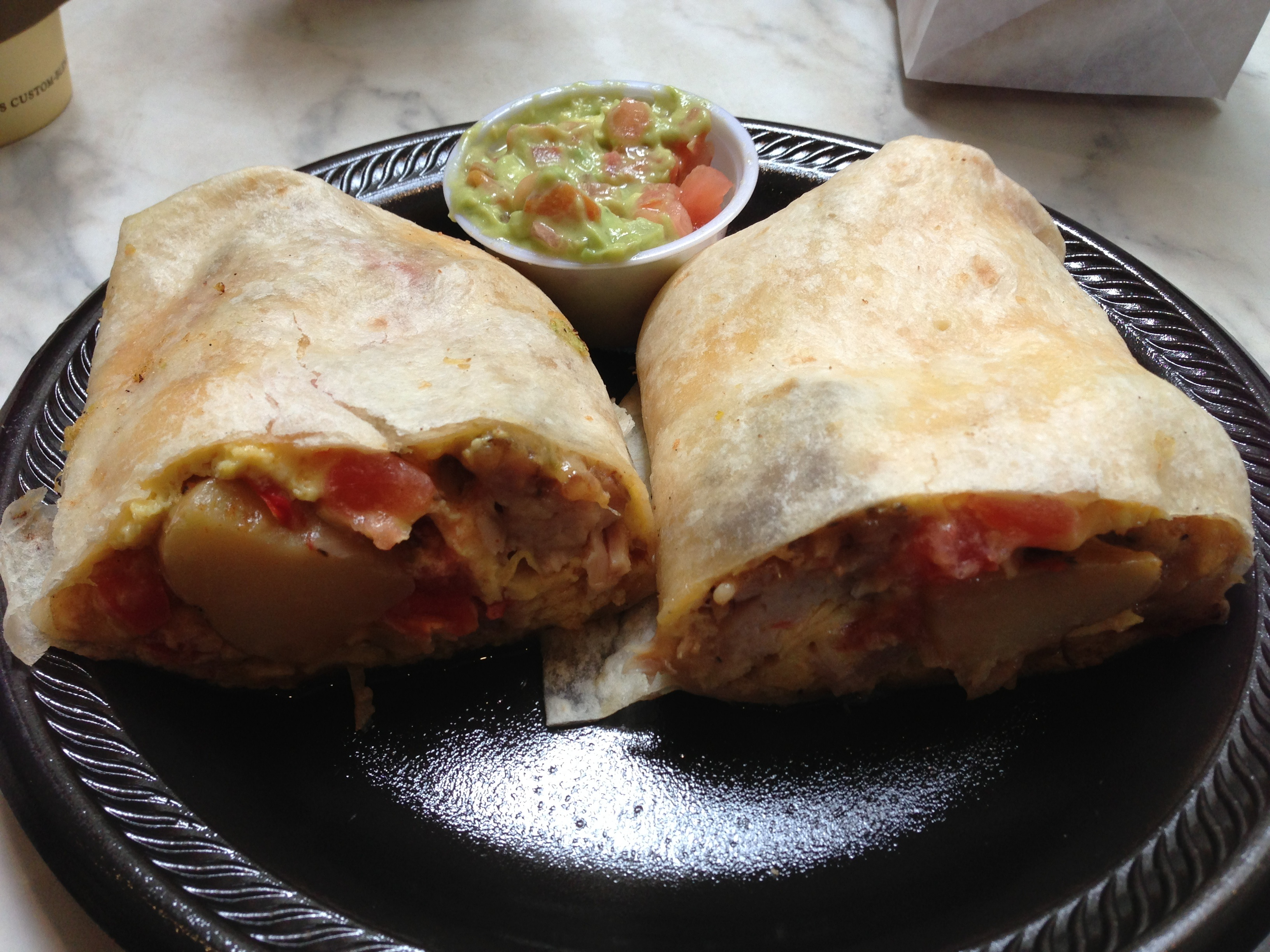
豚肉のマチャカと卵、ジャガイモを巻いたトルティーヤとサラダ

マチャカ(Machaca)は牛肉か豚肉から作る伝統的な乾燥肉で、水で戻してメキシコ北部やアメリカ合衆国南西部の料理に用いられる。この地域の雑貨店やスーパーマーケットで入手できる。乾燥肉が手に入りにくい地域では、時間をかけてローストした牛のブリスケットやスカートステーキを削って揚げたもので代用される。
マチャカは、固く巻いてタキートスにしたり、タコスやブリトーにしたり、または卵、タマネギ、唐辛子等とともに皿に盛られる。マチャカはほぼ必ず、直径20cmに達することもある比較的大きな小麦粉のトルティーヤとともに提供される。炒り卵と混ぜたMachacado con huevoは、チワワ州の鉱夫の朝食やブランチとして人気がある。
この料理は主にメキシコ北部やアメリカ合衆国南西部では有名だが、メキシコの中部や南部では、下層階級にはあまり知られていない。

## 歴史
乾燥肉は、保存の最も古い形態の1つだが、牛肉を唐辛子やその他の地元のスパイスと乾燥させたものは、メキシコ北部の農場主やカウボーイが開発した。
冷蔵庫の出現後、保存に脱水は必ずしも必要なくなった。アメリカ合衆国で販売されるほとんどの乾燥肉は、ジャーキーである。メキシコでは未だ料理用やスナック用として販売されているが、北部で少量である。多くのマチャカ料理は、よく焼いて削った後、望みの硬さまで肉汁で煮込んだ牛肉から作られる。アリゾナ州フェニックスでは、スープ状のものも乾燥したものもその中間のものも用いられる。同州ツーソン以南ではほぼ乾燥したもののみを用い、味や食感は乾燥肉を用いた元のものに近い。ツーソンとソノラ州では、Carne secaという別名では呼ばれる。